# 4610 Кайов
4610 Кайов (4610 Kajov) — астероїд головного поясу, відкритий 26 березня 1989 року.
Тіссеранів параметр щодо Юпітера — 3,521.